# Etropus
Etropus là một chi cá bơn răng lớn có nguồn gốc từ vùng nước ven biển châu Mỹ.

## Loài
Hiện tại có chín loài được công nhận trong chi này:
- Etropus ciadi van der Heiden & Plascencia González, 2005
- Etropus crossotus D. S. Jordan & C. H. Gilbert, 1882
- Etropus cyclosquamus Leslie & D. J. Stewart, 1986
- Etropus delsmani Chabanaud, 1940
  - Etropus delsmani delsmani Chabanaud, 1940
  - Etropus delsmani pacificus J. G. Nielsen, 1963
- Etropus ectenes D. S. Jordan, 1889
- Etropus longimanus Norman, 1933
- Etropus microstomus (T. N. Gill, 1864)
- Etropus peruvianus Hildebrand, 1946
- Etropus rimosus Goode & T. H. Bean, 1885